# Werner Neugebauer (Gewerkschafter)

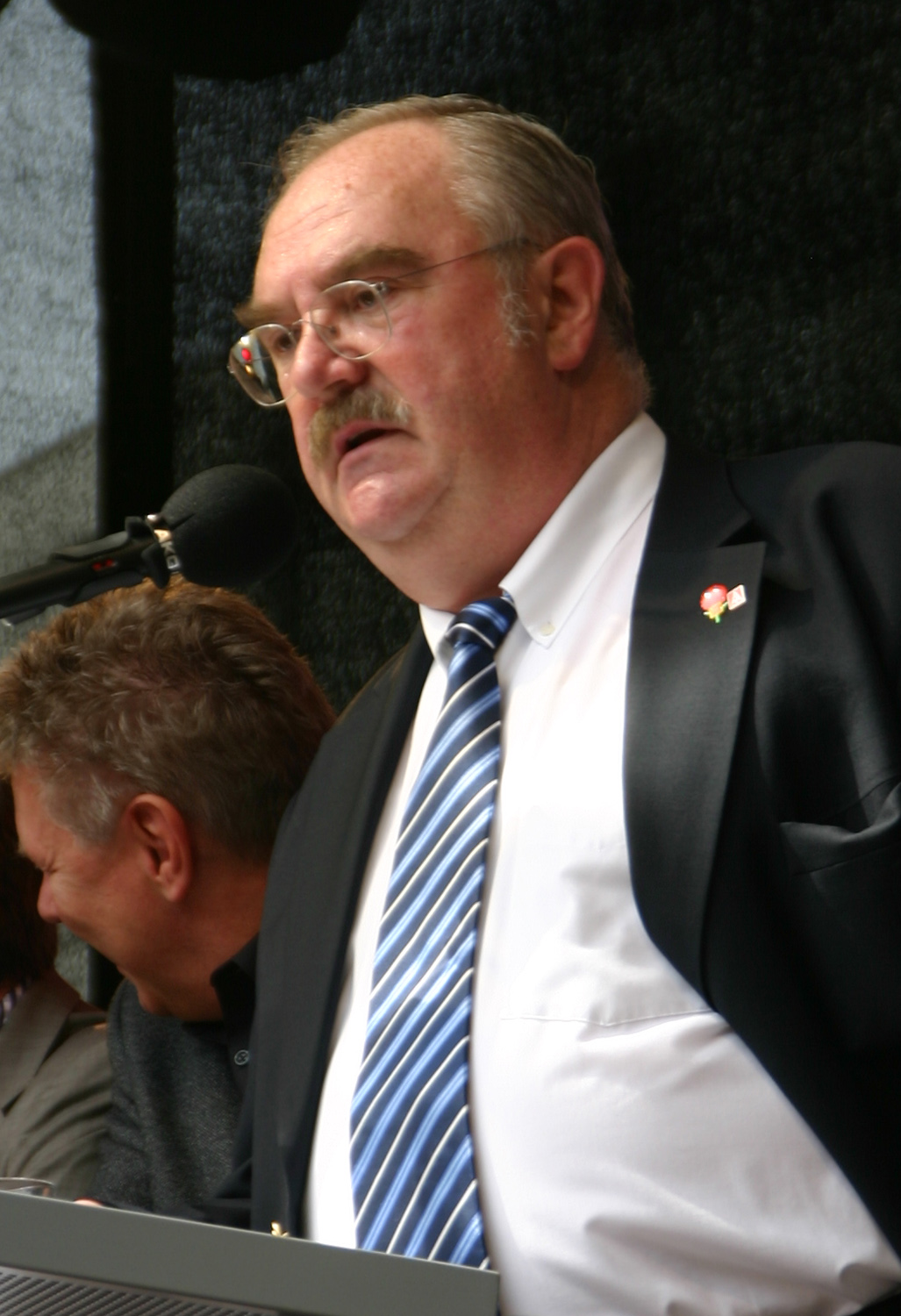
Werner Neugebauer (2010)

Werner Neugebauer (* 18. November 1950 in Schweinfurt) ist ein deutscher Gewerkschafter. Von 1988 bis zum Juni 2010 war er Bezirksleiter der IG Metall in Bayern. Vom 1. Januar 1992 bis zum 10. Februar 1998 gehörte er dem Bayerischen Senat an. 

## Leben und Beruf
Nach Abschluss der Volksschule absolvierte er eine Ausbildung und übte eine Tätigkeit bei den Schwedischen Kugellager-Fabriken (Svenska Kullagerfabriken) Schweinfurt als Dreher aus.

## Politik
Neugebauer absolvierte 1972 eine Ausbildung als Organisationssekretär in den DGB-Kreisen Landshut, Regensburg und Cham (Oberpfalz). Zeitweilig war er Mitglied der SDAJ (Sozialistische Deutsche Arbeiterjugend) Ab 1974 war er bei der IG Metall Landshut als Gewerkschaftssekretär und von 1976 bis 1988 als erster Bevollmächtigter der IG Metall Landshut tätig. Vom 1. Februar 1988 bis zum 30. Juni 2010 war er Bezirksleiter der IG Metall in Bayern und Mitglied des DGB-Bezirksvorstandes Bayern. Er war Mitglied des Aufsichtsrates von BMW in München und ZF Sachs in Schweinfurt.